# ناردين أمريكي
الناردين الأمريكي نوع من نباتات الزينة ينتمي لعائلة الأرالية موطنه الولايات المتحدة وكندا. وهو نبات عشبي يصل طوله من 1 إلى 2 م (3 قدم 3 بوصة إلى 6 قدم 7 بوصة) وينمو في المناطق المظللة. يشمل موطنه الأصلي معظم مناطق شرق الولايات المتحدة.